# Silent House
Pour plus de détails, voir Fiche technique et Distribution.
Silent House (La Maison silencieuse au Québec) est un film d'horreur américain réalisé par Chris Kentis (en) et Laura Lau, sorti en 2011.
Le film est un remake du film uruguayen The Silent House de 2010 qui fut basé sur une histoire vraie dans un village de Uruguay dans les années 1940.

## Synopsis
Piégée à l'intérieur du refuge au bord du lac de sa famille, une jeune femme découvre qu'elle est incapable de communiquer avec le monde extérieur alors que les événements deviennent de plus en plus inquiétants dans et autour de la maison.

## Fiche technique
- Titre original : Silent House
- Titre québécois : La Maison silencieuse
- Réalisation : Chris Kentis (en) et Laura Lau
- Scénario : Laura Lau
- Producteurs : Agnes Mentre, Laura Lau
- Dates de sortie :
  - États-Unis : 21 janvier 2011 (Festival du film de Sundance) ; 9 mars 2012 (sortie nationale)

## Distribution

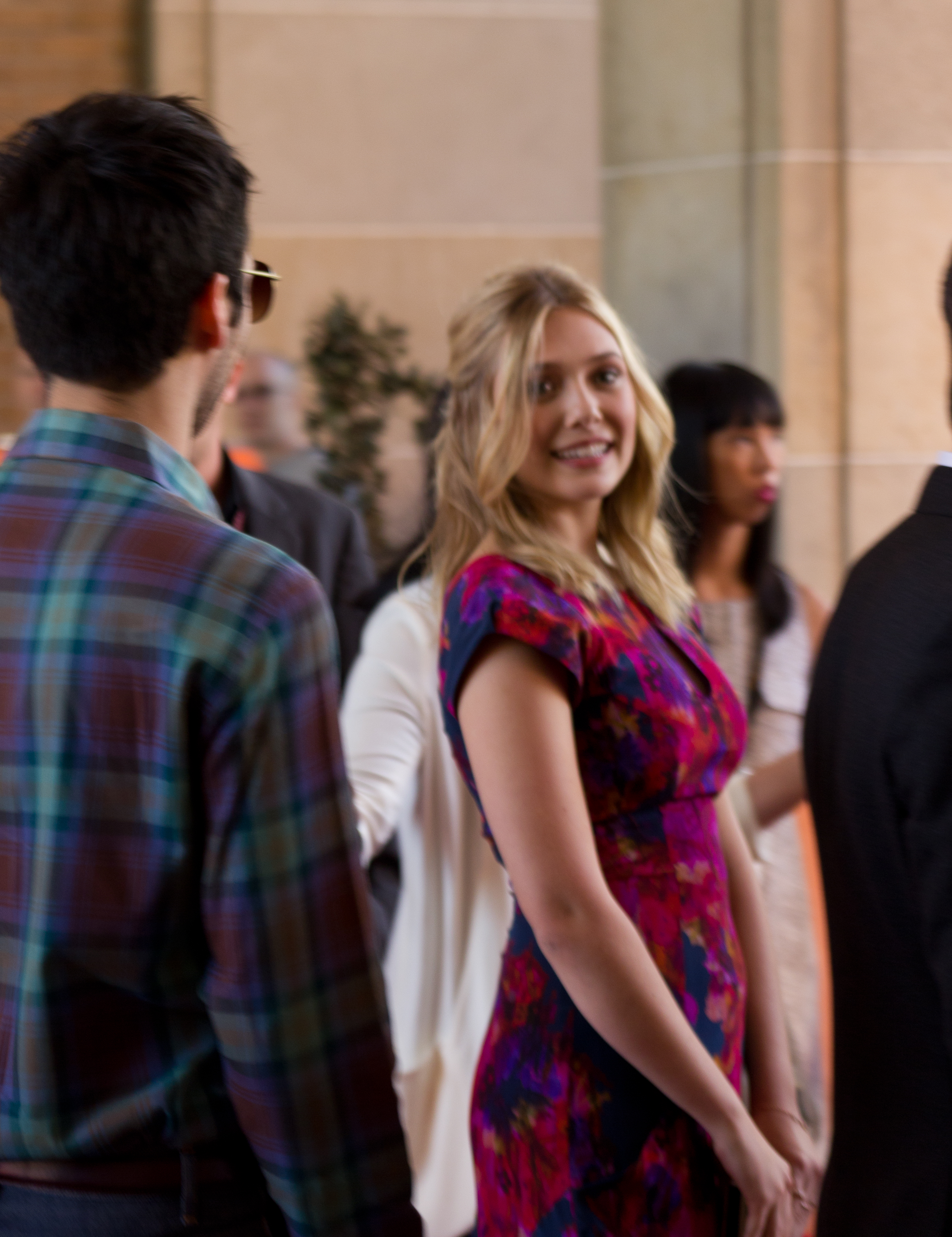
L'actrice principale Elizabeth Olsen, l'année de sortie du film.

- Elizabeth Olsen : Sarah
- Adam Trese : John
- Eric Sheffer Stevens : Peter
- Julia Taylor Ross : Sophia
- Adam Barnett : un homme traqué
- Haley Murphy : une petite fille

## Production
Le film est tourné avec des caméras de poche entre octobre et novembre 2010. Bien que le matériel promotionnel pour le film donne à penser qu'il a été filmé en temps réel dans une longue seule prise, Elizabeth Olsen a révélé que le film a été tourné en réalité en prises de 12 minutes. Les réalisateurs ont déclaré qu'ils se sont inspirés des films La Corde (1948), L'Arche russe (2002) et The Strangers (2008).